# Henry Milton Taylor
Sir Henry Milton Taylor JP (* 4. November 1903 in Clarence Town, Long Island, Bahamas; † 14. Februar 1994) war ein Politiker der Bahamas der Progressive Liberal Party (PLP), der zwischen 1988 und 1992 Generalgouverneur der Bahamas war.

## Leben

### Lehrer, Abgeordneter und Vorsitzender der PLP
Taylor absolvierte nach dem Besuch öffentlicher Schulen in Long Island ein Fernstudium in London und nahm nach dessen Abschluss 1924 eine Tätigkeit als Lehrer an der Schule von Roses in Long Island auf. Nachdem er zwischen 1925 und 1926 an einer Schule in Pompey Bay auf der Insel Acklins unterrichtete, war er von 1933 bis 1933 Lehrer an einer Schule in Clarence Town.
Bei den Wahlen 1949 wurde er im Wahlkreis Long Island–Ragged Island erstmals zum Mitglied des House of Assembly gewählt und gehörte im November 1953 zu den Mitgründern der Progressive Liberal Party (PLP), der ersten vereinigten politischen Partei des Landes. Im Anschluss wurde er zwischen 1953 und 1963 jährlich ohne Gegenkandidaten durch den Nationalen Generalrat der Partei jeweils zum Vorsitzenden der PLP gewählt.
Im Juli 1956 spielte Taylor im Nationalen Generalrat der PLP eine maßgebliche Rolle bei der Wahl des späteren Premierministers, Lynden O. Pindling, zum ersten Vorsitzenden der Fraktion (Parliamentary Leader) der Partei im House of Assembly. Er selbst hatte nach einer Niederlage bei den Parlamentswahlen im House of Assembly verloren.
In dem Jahr war er auch Leiter einer aus ihm, Lynden O. Pindling und dem späteren Generalgouverneur Milo B. Butler bestehenden Delegation in London, bei der es um die politische Situation in der damaligen britischen Kronkolonie ging.
Bei den Wahlen vom 20. Mai 1960 kandidierte er im Wahlkreis Eastern District of New Providence erfolgreich für eine Wiederwahl in das House of Assembly und erhielt dabei mehr Stimmen als jeder andere Kandidat bei allen vorangegangenen Wahlen auf den Bahamas.

### Einsatz für Frauenwahlrecht und Tourismus sowie Ehrenvorsitzender der PLP
Einige Monate später war er im November 1960 abermals Leiter einer Delegation für Gespräche in London, wobei er sich diesmal für das Frauenwahlrecht einsetzte. Weitere Mitglieder der Delegation waren Doris Sands Johnson, später von 1968 bis 1973 als Verkehrsministerin erstes weibliches Regierungsmitglied der Bahamas sowie anschließend zwischen 1973 und 1979 als erste Frau auch Präsidentin des Senats, und die PLP-Beraterin Eugenia Lockhart. Kurz nach Rückkehr der Delegation wurde das Frauenrecht eingeführt, so dass Frauen erstmals an den allgemeinen Wahlen 1962 teilnehmen konnten.
Taylor war zwischen 1961 und 1962 Mitglied des Beirates für Tourismusentwicklung (Development Tourism Board) und unternahm als solcher zusammen mit dem Vorsitzenden dieses Gremiums Reisen nach Großbritannien und Europa, um den Tourismus auf den Bahamas zu fördern.
Nachdem er 1963 als Parteivorsitzender zurückgetreten war, wurde er Ehrenvorsitzenden der PLP auf Lebenszeit. 1966 gehörte er zu den Gästen bei den Empfängen anlässlich des ersten Staatsbesuchs von Königin Elisabeth II. auf den Bahamas. Im Anschluss zog er sich weitgehend aus dem politischen Leben zurück und lebte zwischen 1968 und 1978 in Florida, wo er mit dem Verfassen seiner Memoiren begann.

### Stellvertretender Generalgouverneur und Generalgouverneur der Bahamas
Nach seiner Rückkehr auf die Bahamas wurde Taylor im November 1978 beim Silberjubiläum der PLP für seine Verdienste bei der Parteigründung geehrt. Im November 1979 wurde er von der Regierung zum Herausgeber des Hansard, der offiziellen Parlamentsaufzeichnungen, ernannt.
Für seine langjährigen Verdienste wurde Taylor im Rahmen der New Years Honour’s List am 1. Januar 1980 von Königin Elisabeth II. zum Knight Bachelor geschlagen und führte fortan den Namenszusatz „Sir“. Die offizielle Verleihung erfolgte durch die Monarchin am 25. Juli 1980 im Buckingham Palace.
Am 24. Juli 1981 wurde er erstmals zum Stellvertreter des Generalgouverneurs ernannt, da sich der damalige Amtsinhaber Gerald Christopher Cash in Großbritannien bei der Hochzeit von Charles, Prince of Wales mit Diana Spencer befand. In der Folgezeit übernahm er das Amt des Stellvertreters bei mehreren weiteren Anlässen, wenn sich Cash außerhalb des Landes befand.
Nach dem Rücktritt von Gerald Christopher Cash wurde Taylor am 25. Juni 1988 zum kommissarischen Generalgouverneur der Bahamas ernannt und einen Tag später am 26. Juni 1988 vom Präsidenten des Obersten Gerichts (Chief Justice) Telford Georges vereidigt.
Knapp drei Jahre später wurde Taylor schließlich am 8. April 1991 durch den nunmehrigen Chief Justice, Joaquim Gonsalves-Sabola, in das Amt des Generalgouverneurs eingeführt und war damit der dritte Bahamaer nach Gerald Christopher Cash sowie Milo B. Butler, der dieses Amt innehatte. Das Amt des Generalgouverneurs bekleidete er bis zum 1. Januar 1992 und wurde dann am 2. Januar 1992 Clifford Darling, der früher Minister für Arbeit und Nationalversicherung sowie Sprecher des House of Assembly war.
Taylor, der knapp fünf Wochen nach seinem Rücktritt starb, war zweimal verheiratet und Vater von vier Töchtern.